# Marienkapelle (Gefäll)

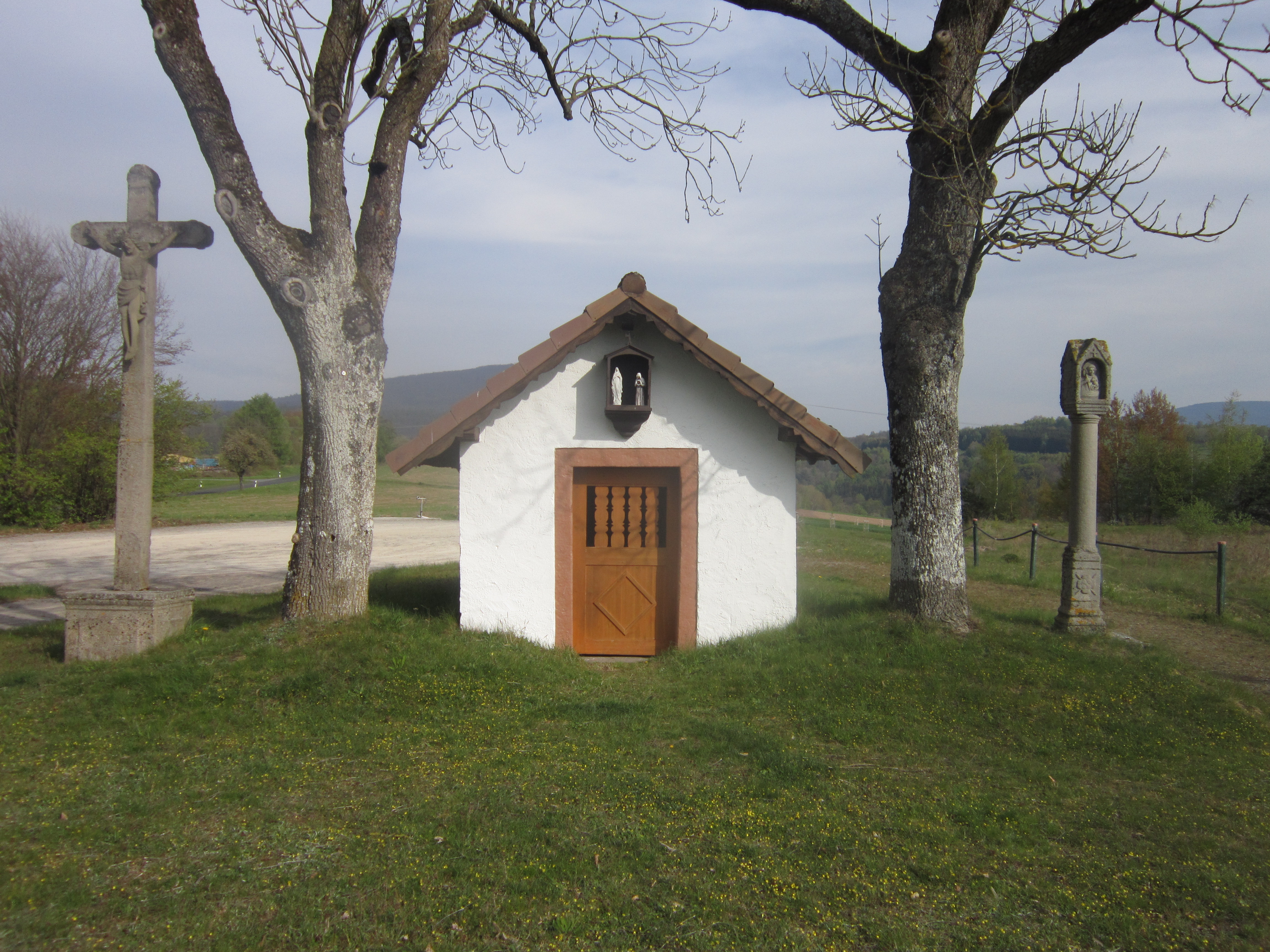
Die Marienkapelle von Gefäll

Die Marienkapelle ist eine Kapelle in Gefäll, einem Ortsteil des unterfränkischen Markt Burkardroth im bayerischen Landkreis Bad Kissingen. Zu der Kapelle gehören ein Kruzifix, ein Kreuzdachbildstock und eine Mariengrotte. Kruzifix und Kreuzdachbildstock gehören zu den Baudenkmälern von Burkardroth und sind unter den Nummern D-6-72-117-27 (Kruzifix) und D-6-72-117-28 (Kreuzdachbildstock) in der Bayerischen Denkmalliste registriert.

## Geschichte
Die auch „Heiligenhäuschen“ genannte Marienkapelle wurde im Jahr 1908 von Andreas und Rosa Schmitt gestiftet. Die Kapelle wurde aus Bruchsteinen erbaut und mit einem Firstdach ausgestattet. Die Kapelle beherbergt einen Altar mit einer Madonnenfigur sowie in einer Nische am First eine Holzpietà. Heute befindet sich der Kapellenbau wie auch der Bildstock, das Kruzifix und die Lourdesgrotte im Besitz der Gemeinde Burkardroth.
Der denkmalgeschützte Bildstock neben der Kapelle trägt in der Bildnische zum einen das Würzburger Fähnlein des Würzburger Fürstbischofs Philipp Adolf von Ehrenberg mit der Jahreszahl 1629 und zum anderen ein Relief des hl. Antonius von Padua, des Schutzpatrons von Gefäll. Am Schaft befindet sich eine Schwurinschrift sowie die Jahreszahl 1767, die möglicherweise das Jahr einer Renovierung angibt.
Das denkmalgeschützte, aus Sandstein bestehende Kruzifix neben der Kapelle entstand im Jahr 1823 und trägt am Sockel die Inschrift „Stifter Valdin/Wirth 1823“.
Die Lourdesgrotte befindet sich 40 Meter von der Kapelle entfernt. Sie entstand wie die Kapelle im Jahr 1908 als Stiftung von Andreas und Rosa Schmitt. Die Grotte wurde aus Bruchsteinen erbaut und beherbergt eine 100 Zentimeter hohe Madonnenfigur.

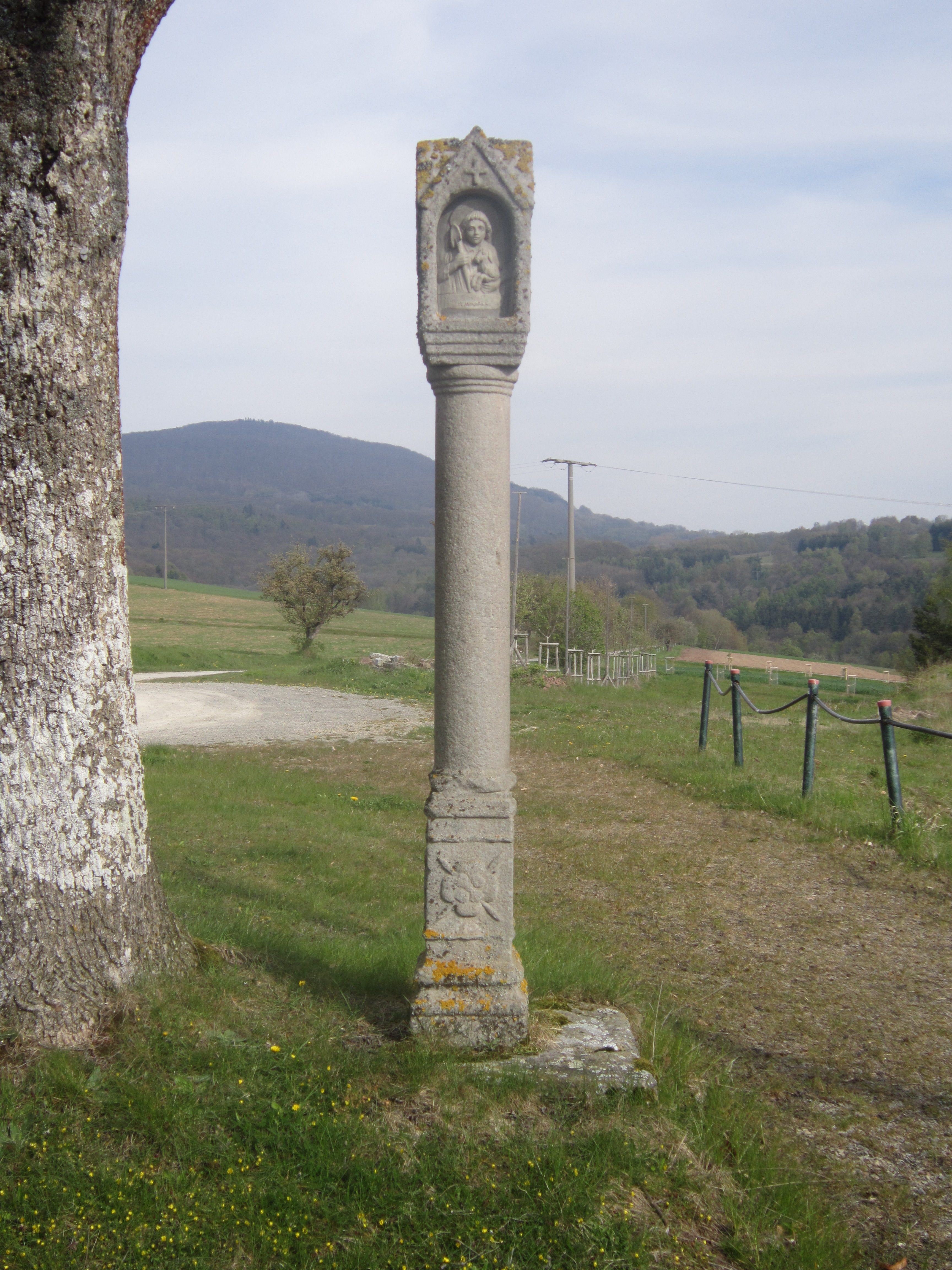
Kreuzdachbildstock
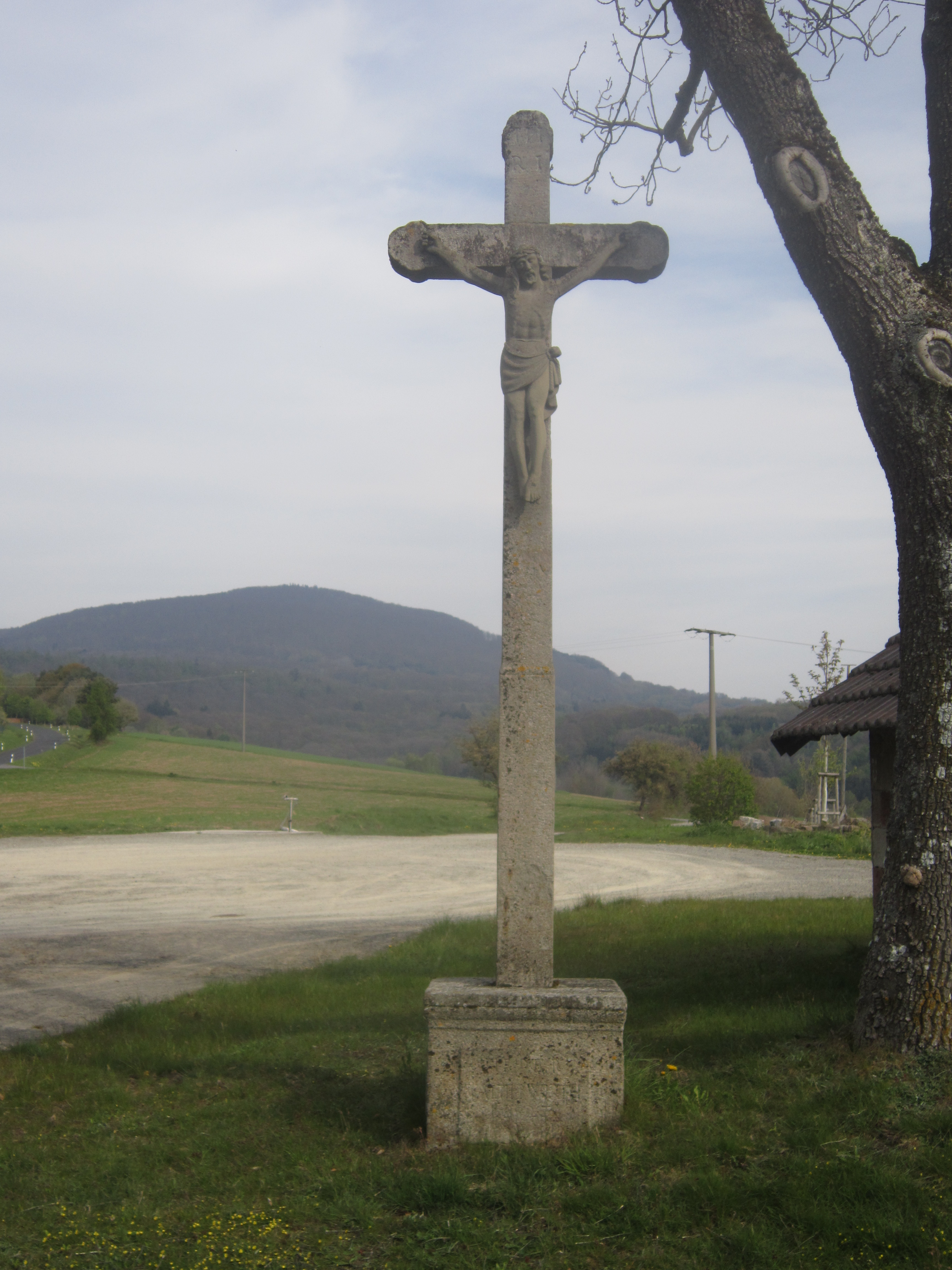
Kruzifix
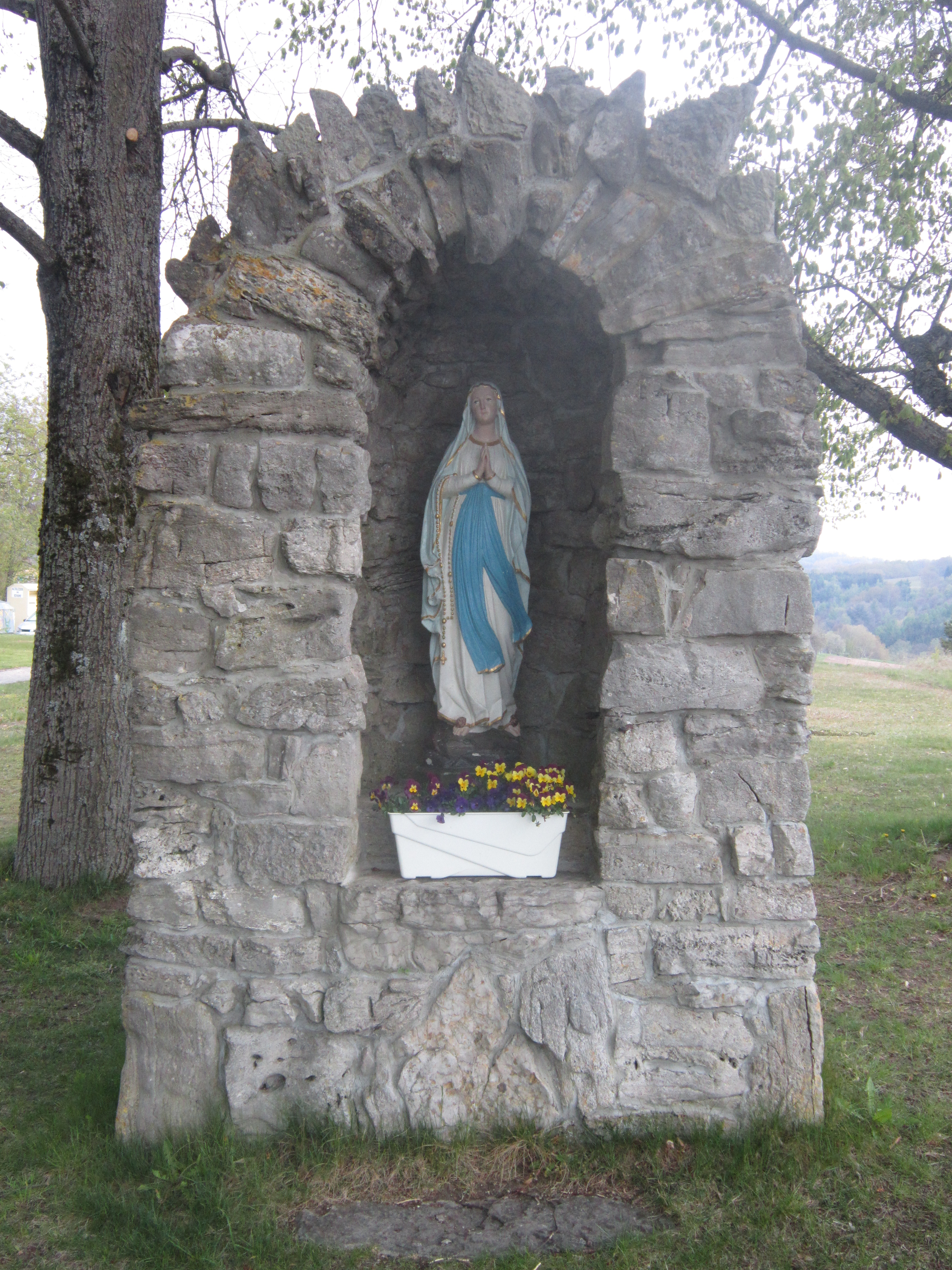
Lourdesgrotte